# Psilogramma menephron
Psilogramma menephron är en fjärilsart som beskrevs av Pieter Cramer 1780. Psilogramma menephron ingår i släktet Psilogramma och familjen svärmare. Inga underarter finns listade.

## Deskrivning

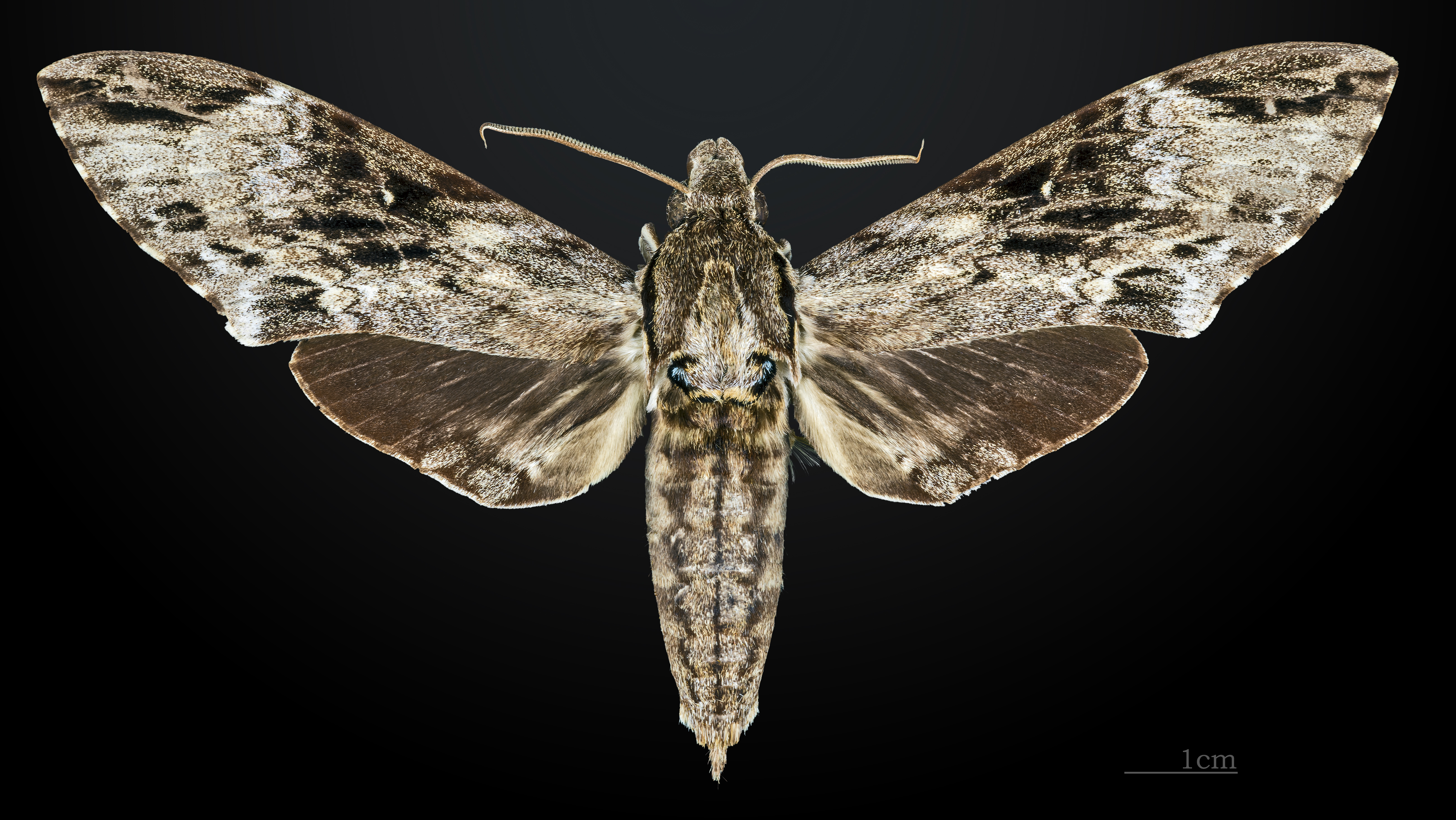
Psilogramma menephron ♂
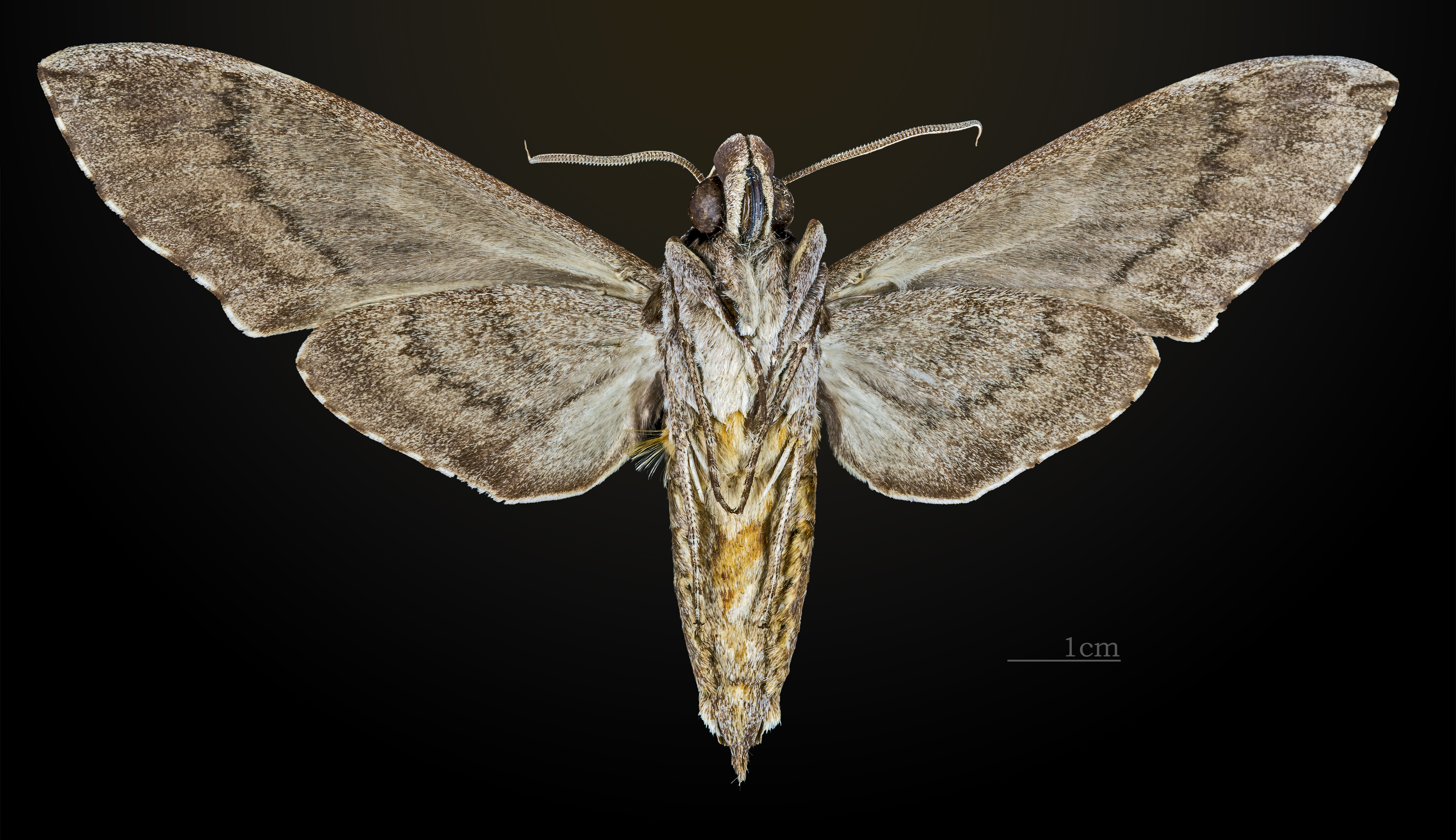
Psilogramma menephron ♂  △
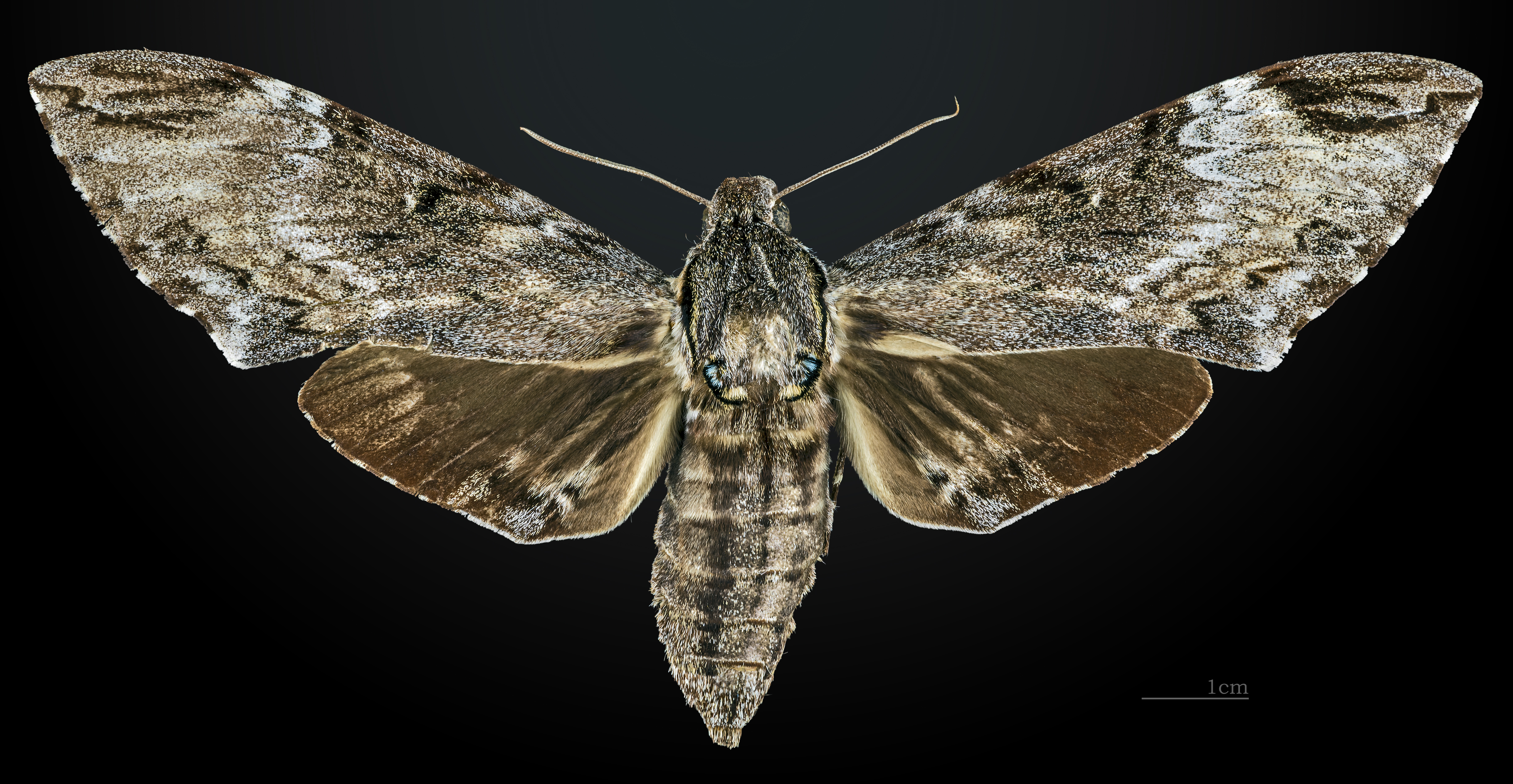
Psilogramma menephron ♀
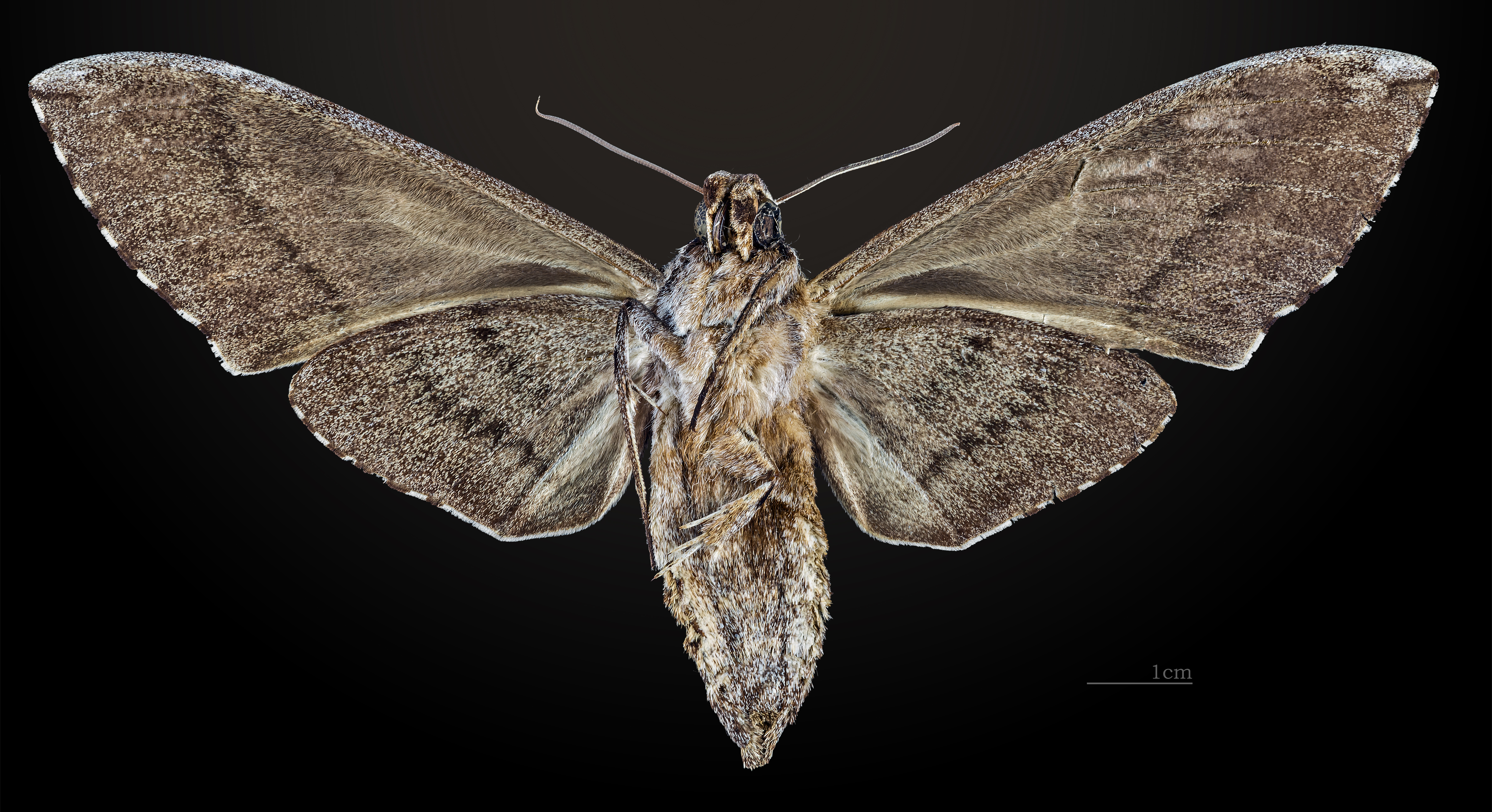
Psilogramma menephron ♀ △
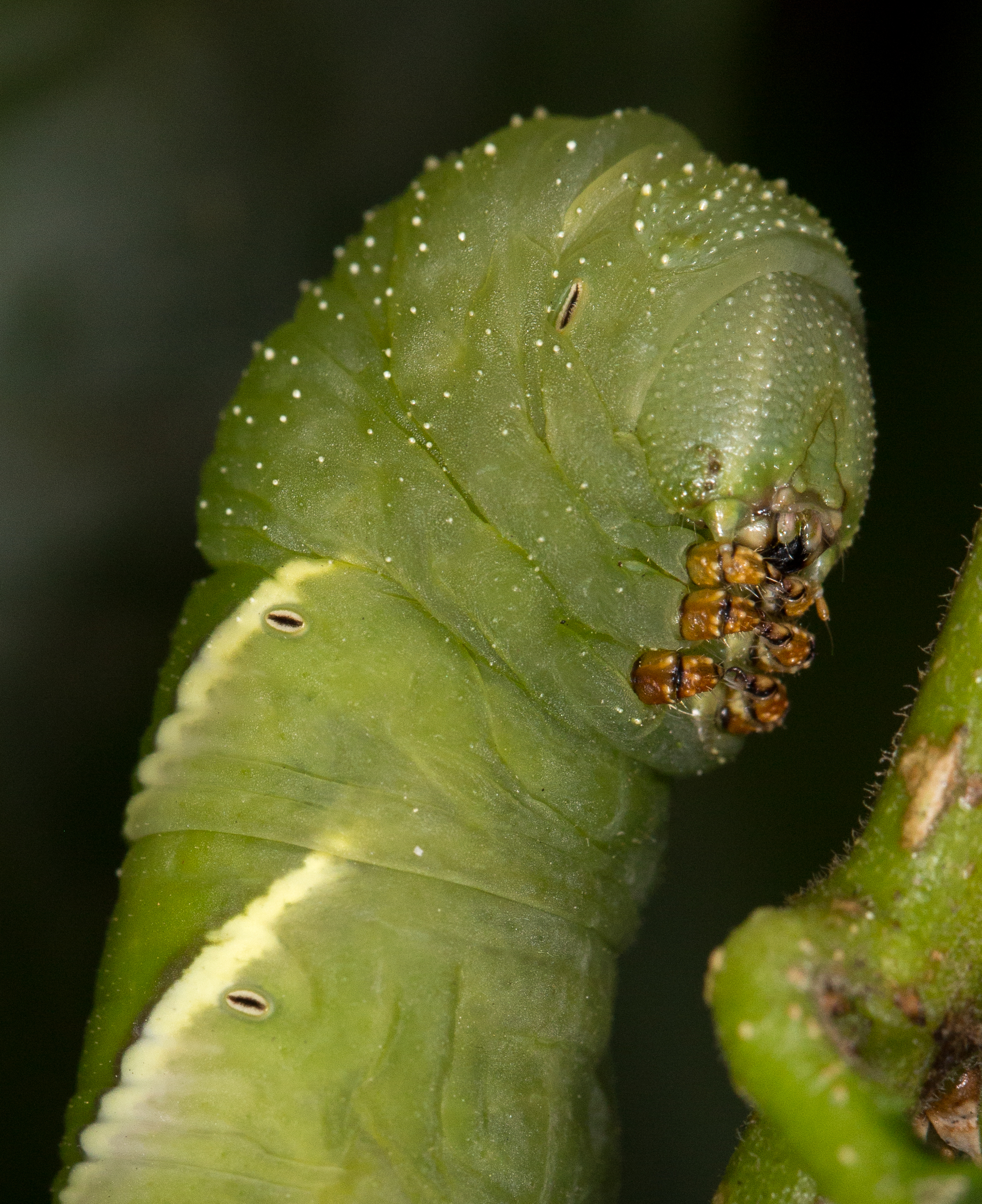
Larv